# Повінь у Республіці Македонія (2016)
Повінь у Північній Македонії — стихійне лихо, зумовлене рясними дощами 6-7 серпня 2016 року. Найбільше постраждала столиця держави, місто Скоп‘є, де під водою опинилися цілі квартали на півночі та у центрі. Дощі змили ділянку кільцевої дороги навколо столиці, деякі автомобілі були перекинуті на сотні метрів. Жертвами стали понад 20 людей, деякі з яких не змогли вибратися з автомобілів. Десятки людей отримали травми. Північний захід Македонії постраждав від порушення роботи автострад та подачі електроенергії, деякі селища відрізало від решти країни зсувами ґрунту.

## Події
Пік дощів у Скоп‘є припав на 6 серпня. Опади почалися приблизно о 17:30 CEST та продовжувалися до 9:30 CEST 7 серпня. За повідомленнями місцевого гідрометцентру, за добу було перевищено місячну норму опадів — 93 л./м². Вода на окремих ділянках піднялася на 1,5 м. Пориви вітру сягали понад 70 км/год.
8 серпня було оголошено жалобу. У Скоп‘є та Тетово оголошено кризовий стан на 15 діб. До рятувальних робіт було залучено армію. «Це катастрофа безпрецедентного масштабу» — заявив віце-прем'єр Нікола Тодоров.
Негоду відчули i сусідні країни. У Хорватії через сильний вітер сталися перебої в роботі транспорту.